# 努尔麦麦提·西热甫
努尔麦麦提·西热甫（1999年—），新疆疏附人，中国足球运动员，目前效力于新疆天山雪豹。

## 生涯
1999年，生于新疆自治区喀什地区疏附县萨依巴格乡尤喀克喀帕村。足球之梦始于萨依巴格乡中心小学队，是一个喜欢足球的乡村兼课老师找来一个足球，把学校里面顽皮的孩子们组织起来，从而组成的球队。初中后，在父母反对下，依然参加了新疆体育职业技术学院的体测，但以3分之差失之交臂。之后便就读于喀什技师学院的新疆菜厨师专业。然而其仍利用课余时间对足球进行自学。2019年，在表弟的介绍下，努尔麦麦提在抖音开始分享自己练球的视频。2020年，因高难度射门而走红网络，并在同年5月接到新疆天山雪豹的试训邀请函。2020年6月，开始参加俱乐部的试训。后因疫情，在7月中断暂时回到喀什。
2020年12月，通过了新疆天山雪豹的试训，进入俱乐部U21梯队。2021年10月4日，中国足协U21联赛与长春亚泰U21的比赛中中身穿62号球衣的努尔麦麦提以首发身份迎来首秀，并在比赛第42分钟打进自己职业生涯中的第一粒进球。2021年11月23日，与俱乐部续约。

## 相关链接
- 努尔麦麦提的抖音账号——努尔飞腿 （页面存档备份，存于）